# Sanjiao (sockenhuvudort i Kina, Jiangxi Sheng, lat 29,05, long 115,84)
Sanjiao är en sockenhuvudort i Kina. Den ligger i provinsen Jiangxi, i den sydöstra delen av landet, omkring 41 kilometer norr om provinshuvudstaden Nanchang. Antalet invånare är 23 389. Befolkningen består av 11 249 kvinnor och 12 140 män. Barn under 15 år utgör 23,0 %, vuxna 15-64 år 70 %, och äldre över 65 år 6,0 %.
Runt Sanjiao är det tätbefolkat, med 356 invånare per kvadratkilometer. Närmaste större samhälle är Makou, 13,1 km sydväst om Sanjiao. Trakten runt Sanjiao består till största delen av jordbruksmark.
Genomsnittlig årsnederbörd är 2 096 millimeter. Den regnigaste månaden är juni, med i genomsnitt 340 mm nederbörd, och den torraste är oktober, med 36 mm nederbörd.